# Colonial Pine Hills
Colonial Pine Hills es un lugar designado por el censo ubicado en el condado de Pennington en el estado estadounidense de Dakota del Sur. En el Censo de 2010 tenía una población de 2.493 habitantes y una densidad poblacional de 60,58 personas por km².

## Geografía
Colonial Pine Hills se encuentra ubicado en las coordenadas 44°0′51″N 103°18′52″O / 44.01417, -103.31444. Según la Oficina del Censo de los Estados Unidos, Colonial Pine Hills tiene una superficie total de 41.15 km², de la cual 41.15 km² corresponden a tierra firme y (0%) 0 km² es agua.

## Demografía
Según el censo de 2010, había 2.493 personas residiendo en Colonial Pine Hills. La densidad de población era de 60,58 hab./km². De los 2.493 habitantes, Colonial Pine Hills estaba compuesto por el 96.79% blancos, el 0% eran afroamericanos, el 0.84% eran amerindios, el 0.8% eran asiáticos, el 0% eran isleños del Pacífico, el 0.32% eran de otras razas y el 1.24% pertenecían a dos o más razas. Del total de la población el 2.09% eran hispanos o latinos de cualquier raza.